# Wietnamscy arcymistrzowie szachowi
Lista wietnamskich szachistów, posiadających tytuły arcymistrzów (GM) i arcymistrzyń (WGM), zarówno w grze klasycznej, korespondencyjnej, kompozycji szachowej, jak i w rozwiązywaniu zadań szachowych oraz tytuły arcymistrzów honorowych (HGM), przyznawanych za osiągnięcia w przeszłości. Obejmuje także zawodników, którzy barwy Wietnamu reprezentowali tylko w pewnym okresie swojego życia.

## Szachy klasyczne

### arcymistrzowie
| Zawodnicy              | Rok urodzenia | Rok śmierci | Rok nadania | Uwagi           |
| ---------------------- | ------------- | ----------- | ----------- | --------------- |
| Bùi Vinh               | 1976          |             | 2008        |                 |
| Cao Sang               | 1973          |             | 2003        | 2001–2010 Węgry |
| Đào Thiên Hải          | 1978          |             | 1995        |                 |
| Hoàng Thanh Trang      | 1980          |             | 2006        | obecnie Węgry   |
| Lê Quang Liêm          | 1991          |             | 2006        |                 |
| Nguyễn Anh Dũng        | 1976          |             | 2001        |                 |
| Nguyễn Huỳnh Minh Huy  | 1987          |             | 2014        |                 |
| Nguyễn Ngọc Trường Sơn | 1990          |             | 2005        |                 |
| Từ Hoàng Thông         | 1972          |             | 1999        |                 |

### arcymistrzynie
| Zawodniczki         | Rok urodzenia | Rok śmierci | Rok nadania | Uwagi                       |
| ------------------- | ------------- | ----------- | ----------- | --------------------------- |
| Hoàng Thanh Trang   | 1980          |             | 1995        | + arcymistrz, obecnie Węgry |
| Hoàng Thị Bảo Trâm  | 1987          |             | 2006        |                             |
| Lê Thanh Tú         | 1985          |             | 2008        |                             |
| Nguyễn Thị Mai Hưng | 1994          |             | 2014        |                             |
| Nguyễn Thị Thanh An | 1976          |             | 2005        |                             |
| Phạm Lê Thảo Nguyên | 1987          |             | 2011        |                             |